# Список Героев Советского Союза (Емельянов — Ефремов)
В настоящем списке представлены в алфавитном порядке все Герои Советского Союза, чьи фамилии начинаются с букв «Е» и «Ё» (всего 237 человек, из них четверо удостоены звания дважды). Список содержит даты Указов Президиума Верховного Совета СССР о присвоении звания, информацию о роде войск, должности и воинском звании Героев на дату представления к присвоению звания Героя Советского Союза, годах их жизни.
Ударения в фамилиях Героев приведены по книге «Герои Советского Союза: Краткий биографический словарь / Пред. ред. коллегии И. Н. Шкадов. — М.: Воениздат, 1987. — Т. 1 /Абаев — Любичев/. — 911 с. — 100 000 экз. — ISBN отс., Рег. № в РКП 87-95382.».
- Персиковым цветом  в таблице выделены Герои, удостоенные звания дважды и более раз.
- Серым цветом  в таблице выделены Герои, представленные к званию посмертно.

| Навигационная таблица | Навигационная таблица             |
| --------------------- | --------------------------------- |
| «Е» и «Ё»             | Евграфов Вадим — Емельянов Борис  |
| «Е» и «Ё»             | Емельянов Василий — Ефремов Фёдор |

| № п/п | Фамилия Имя Отчество                                                                       | Дата Указа            | Род войск                           | Должность | Звание                    | Годы жизни                              | БС ГС НЛ                        |
| ----- | ------------------------------------------------------------------------------------------ | --------------------- | ----------------------------------- | --- | ------------------------- | --------------------------------------- | ------------------------------- |
| 119   | Емелья́нов Василий Александрович                                                            | 27.02.1945            | пехота                              | командир батальона 1052-го стрелкового полка 301-й стрелковой дивизии 5-й ударной армии 1-го Белорусского фронта | майор                     | 17.01.1916 — 27.11.1980                 | [ БС 1 ] [ ГС 1 ] [ НЛ 1 ]      |
| 120   | Емелья́нов Виктор Васильевич                                                                | 07.04.1940            | пехота                              | орудийный номер 387-го стрелкового полка 136-й стрелковой дивизии 13-й армии Северо-Западного фронта | красноармеец              | 1912 — июль 1942 (пропал без вести)     | ——                              |
| 121   | Емелья́нов Гавриил Александрович                                                            | 24.03.1945            | пехота                              | командир 171-го гвардейского стрелкового полка 1-й гвардейской стрелковой дивизии 11-й гвардейской армии 3-го Белорусского фронта | гвардии подполковник      | 1898 — 15.07.1944                       | [ БС 3 ] [ ГС 3 ] [ НЛ 2 ]      |
| 122   | Емелья́нов Георгий Васильевич                                                               | 03.06.1944            | пехота                              | командир отделения 149-го гвардейского стрелкового полка 49-й гвардейской стрелковой дивизии 28-й армии 3-го Украинского фронта | гвардии сержант           | 10.12.1923 — 10.03.1971                 | [ БС 3 ] [ ГС 4 ] [ НЛ 3 ]      |
| 123   | Емелья́нов Дмитрий Иванович                                                                 | 13.11.1943            | связисты                            | командир отделения связи 576-го артиллерийского полка 167-й стрелковой дивизии 38-й армии Воронежского фронта | старший сержант           | 01.05.1913 — 21.08.1976                 | [ БС 3 ] [ ГС 5 ] [ НЛ 4 ]      |
| 124   | Емелья́нов Иван Алексеевич                                                                  | 24.08.1943            | авиация                             | командир 622-го штурмового авиационного полка 214-й штурмовой авиационной дивизии 2-го смешанного авиационного корпуса 8-й воздушной армии Южного фронта | майор                     | 13.12.1906 — 20.04.1974                 | [ БС 3 ] [ ГС 6 ] [ НЛ 5 ]      |
| 125   | Емелья́нов Игнат Дмитриевич                                                                 | 21.03.1940            | танкист                             | командир танковой роты 15-го отдельного танкового батальона 13-й легкотанковой бригады 7-й армии Северо-Западного фронта | старший лейтенант         | 07.12.1915 — 12.03.1940                 | [ БС 3 ] [ ГС 7 ] [ НЛ 6 ]      |
| 126   | Емелья́нов Пётр Николаевич                                                                  | 22.08.1944            | танкист                             | командир танковой роты 65-й танковой бригады 11-го танкового корпуса 8-й гвардейской армии 1-го Белорусского фронта | капитан                   | 12.06.1920 — 05.02.1947                 | [ БС 4 ] [ ГС 8 ] [ НЛ 7 ]      |
| 127   | Емлю́тин Дмитрий Васильевич                                                                 | 01.09.1942            | партизан                            | активный участник партизанской борьбы в Орловской области, командир объединенных партизанских отрядов Брянского партизанского края | —                         | 07.11.1907 — 19.07.1966                 | [ БС 5 ] [ ГС 9 ] [ НЛ 8 ]      |
| 128   | Емцо́в Пётр Кузьмич                                                                         | 21.07.1942            | пехота                              | стрелок 1075-го стрелкового полка 316-й стрелковой дивизии 16-й армии Западного фронта | красноармеец              | 14.05.1909 — 16.11.1941                 | [ БС 5 ] [ ГС 10 ] [ НЛ 9 ]     |
| 129   | Енали́ев Борис Мусеевич тат. Еналиев Барый Муса улы                                         | 31.05.1945            | пехота                              | автоматчик 694-го стрелового полка 383-й стрелковой дивизии 33-й армии 1-го Белорусского фронта | сержант                   | 15.06.1914 — 10.12.1982                 | [ БС 5 ] [ ГС 11 ] [ НЛ 10 ]    |
| 130   | Енжие́вский Андрей Андреевич                                                                | 01.11.1943            | артиллерия                          | наводчик орудия 492-го истребительно-противотанкового артиллерийского полка 8-й истребительно-противотанковой артиллерийской бригады РГК в составе 51-й армии Южного фронта                                                                                            | младший сержант           | 26.10.1908 — 22.02.1991                 | [ БС 5 ] [ ГС 12 ] [ НЛ 11 ]    |
| 131   | Е́ншин Михаил Александрович                                                                 | 06.04.1945            | генерал                             | командир 362-й стрелковой дивизии 52-го стрелкового корпуса 33-й армии 1-го Белорусского фронта | генерал-майор             | 03.12.1900 — 06.02.1984                 | [ БС 5 ] [ ГС 13 ] [ НЛ 12 ]    |
| 132   | Епа́нчин Александр Дмитриевич                                                               | 17.04.1943            | пехота                              | командир 91-го гвардейского стрелкового полка 33-й гвардейской стрелковой дивизии 2-й гвардейской армии Южного фронта | гвардии майор             | 12.08.1914 — 17.08.1991                 | [ БС 5 ] [ ГС 14 ] [ НЛ 13 ]    |
| 133   | Епима́хов Николай Михайлович                                                                | 13.11.1943            | артиллерия                          | командир дивизиона 576-го артиллерийского полка 167-й стрелковой дивизии 38-й армии Воронежского фронта | старший лейтенант         | 21.03.1919 — 27.11.1989                 | [ БС 6 ] [ ГС 15 ] [ НЛ 14 ]    |
| 134   | Е́пишев Алексей Алексеевич                                                                  | 21.02.1978            | генерал                             | начальник Главного политического управления Советской Армии и Военно-Морского Флота | генерал армии             | 19.05.1908 — 15.09.1985                 | ——                              |
| 135   | Епи́шкин Михаил Поликарпович                                                                | 24.03.1945            | пехота                              | стрелок 1-го гвардейского стрелкового полка 2-й гвардейской стрелковой дивизии 2-й гвардейской армии 1-го Прибалтийского фронта | гвардии ефрейтор          | 10.12.1926 — 21.04.2006                 | [ БС 7 ] [ ГС 17 ] [ НЛ 15 ]    |
| 136   | Ерашо́в Иван Михайлович бел. Ерашоў Іван Міхайлавіч                                         | 04.02.1944            | авиация                             | командир 672-го штурмового авиационного полка 306-й штурмовой авиационной дивизии 9-го смешанного авиационного корпуса 17-й воздушной армии 3-го Украинского фронта | майор                     | 26.09.1911 — 08.05.1948                 | [ БС 7 ] [ ГС 18 ] [ НЛ 16 ]    |
| 137   | Ереме́ев Борис Романович укр. Єремєєв Борис Романович                                       | 31.05.1945            | танкист                             | командир 11-й гвардейской тяжёлой танковой бригады 5-й ударной армии 1-го Белорусского фронта | гвардии полковник         | 23.12.1903 — 21.03.1995                 | [ БС 7 ] [ ГС 19 ] [ НЛ 17 ]    |
| 138   | Ерёменко Андрей Иванович                                                                   | 29.07.1944            | генерал                             | командующий 2-м Прибалтийским фронтом | генерал армии             | 14.10.1892 — 19.11.1970                 | [ БС 7 ] [ ГС 20 ] [ НЛ 18 ]    |
| 139   | Ерёменко Иван Анисимович укр. Єременко Іван Онисимович                                     | 24.03.1945            | артиллерия                          | командир орудия 703-го истребительно-противотанкового артиллерийского полка 16-й гвардейской отдельной истребительно-противотанковой артиллерийской бригады РГК в составе 5-й армии 3-го Белорусского фронта                                                           | старший сержант           | 23.09.1918 — 19.06.1996                 | [ БС 8 ] [ ГС 21 ] [ НЛ 19 ]    |
| 140   | Ерёменко Иван Трофимович укр. Єременко Іван Трохимович                                     | 28.10.1937            | авиация                             | командир 1-й истребительной авиационной эскадрильи ВВС Испанской республики | капитан                   | 07.07.1910 — 01.12.1986                 | ——                              |
| 141   | Ерёмин Александр Климентьевич                                                              | 19.08.1944            | авиация                             | командир эскадрильи 15-го гвардейского штурмового авиационного полка 277-й штурмовой авиационной дивизии 13-й воздушной армии Ленинградского фронта | гвардии капитан           | 27.09.1921 — 12.02.1944                 | [ БС 9 ] [ ГС 23 ] [ НЛ 20 ]    |
| 142   | Ерёмин Александр Семёнович                                                                 | 21.02.1945            | артиллерия                          | командир взвода управления 940-го артиллерийского полка 370-й стрелковой дивизии 69-й армии 1-го Белорусского фронта | старший лейтенант         | 12.07.1908 — 20.06.1995                 | [ БС 9 ] [ ГС 24 ] [ НЛ 21 ]    |
| 143   | Ерёмин Алексей Устинович                                                                   | 27.06.1945            | авиация                             | командир 355-го истребительного авиационного полка 181-й истребительной авиационной дивизии 3-го штурмового авиационного корпуса 2-й воздушной армии 1-го Украинского фронта                                                                                           | подполковник              | 11.02.1911 — 30.03.1977                 | [ БС 9 ] [ ГС 25 ] [ НЛ 22 ]    |
| 144   | Ерёмин Борис Дмитриевич                                                                    | 20.06.1942            | авиация                             | штурман звена 21-го дальнебомбардировочного авиационного полка 22-й бомбардировочной авиационной дивизии 4-го авиационного корпуса дальнебомбардировочной авиации | лейтенант                 | 04.07.1915 — 27.06.1941                 | [ БС 9 ] [ ГС 26 ] [ НЛ 23 ]    |
| 145   | Ерёмин Борис Николаевич                                                                    | 05.05.1990            | авиация                             | командир 31-го гвардейского истребительного авиационного полка 6-й гвардейской авиационной дивизии 8-й воздушной армии | гвардии майор             | 06.03.1913 — 04.04.2005                 | [ БС 10 ] [ ГС 27 ] [ НЛ 24 ]   |
| 146   | Ерёмин Иван Андреевич                                                                      | 18.08.1945            | авиация                             | командир звена 103-го штурмового авиационного полка 230-й штурмовой авиационной дивизии 4-й воздушной армии 2-го Белорусского фронта | младший лейтенант         | 12.04.1921 — 21.11.1991                 | [ БС 9 ] [ ГС 28 ] [ НЛ 25 ]    |
| 147   | Ерёмин Иван Егорович                                                                       | 23.07.1944            | пехота                              | командир отделения 93-го стрелкового полка 76-й стрелковой дивизии 47-й армии 2-го Белорусского фронта | сержант                   | 22.06.1924 — 02.02.1976                 | [ БС 11 ] [ ГС 29 ] [ НЛ 26 ]   |
| 148   | Ерёмин Михаил Иванович                                                                     | 24.03.1945            | пехота                              | разведчик взвода пешей разведки 331-го стрелкового полка 96-й стрелковой дивизии 48-й армии 1-го Белорусского фронта | красноармеец              | 17.05.1920 — 09.05.1945                 | [ БС 12 ] [ ГС 30 ] [ НЛ 27 ]   |
| 149   | Ерёмушкин Василий Александрович                                                            | 29.06.1945            | комиссар                            | парторг батальона 17-го гвардейского стрелкового полка 5-й гвардейской стрелковой дивизии 11-й гвардейской армии 3-го Белорусского фронта | гвардии младший сержант   | 01.01.1903 — 10.11.1975                 | [ БС 12 ] [ ГС 31 ] [ НЛ 28 ]   |
| 150   | Ерёмушкин Николай Николаевич                                                               | 15.01.1944            | пехота                              | стрелок 218-го гвардейского стрелкового полка 77-й гвардейской стрелковой дивизии 61-й армии Центрального фронта | гвардии красноармеец      | 15.12.1925 — 21.10.1943                 | [ БС 12 ] [ ГС 32 ] [ НЛ 29 ]   |
| 151   | Ере́тик Даниил Романович укр. Єретик Данило Романович                                       | 05.11.1942            | комиссар                            | ответственный секретарь комсомольской организации 967-го артиллерийского полка 393-й стрелковой дивизии 6-й армии Юго-Западного фронта | младший политрук          | 1916 — 10.10.1941                       | [ БС 12 ] [ ГС 33 ] [ НЛ 30 ]   |
| 152   | Ере́щенко Николай Ефимович                                                                  | 24.03.1945            | пехота                              | старшина роты 214-го гвардейского стрелкового полка 73-й гвардейской стрелковой дивизии 57-й армии 3-го Украинского фронта | гвардии старшина          | 20.10.1924 — 05.04.2009                 | [ БС 12 ] [ ГС 34 ] [ НЛ 31 ]   |
| 153   | Е́рзиков Фёдор Петрович                                                                     | 24.03.1945            | артиллерия                          | командир батареи 45-мм пушек 2-го гвардейского отдельного мотоциклетного полка 39-й армии 3-го Белорусского фронта | гвардии старший лейтенант | 02.06.1918 — 26.06.1944                 | [ БС 12 ] [ ГС 35 ] [ НЛ 32 ]   |
| 154   | Е́рин Павел Константинович                                                                  | 10.04.1945            | пехота                              | командир пулемётного отделения 25-го гвардейского стрелкового полка 6-й гвардейской стрелковой дивизии 13-й армии 1-го Украинского фронта | гвардии старший сержант   | 1909 — 17.04.1945                       | [ БС 13 ] [ ГС 36 ] [ НЛ 33 ]   |
| 155   | Ерлы́кин Евгений Ефимович                                                                   | 21.03.1940            | авиация                             | командир 59-й истребительной авиационной бригады ВВС 7-й армии Северо-Западного фронта | полковник                 | 24.12.1909 — 18.04.1969                 | [ БС 14 ] [ ГС 37 ] [ НЛ 34 ]   |
| 156   | Ерма́к Владимир Иванович                                                                    | 21.02.1944            | пехота                              | стрелок 14-го отдельного штрафного батальона Ленинградского фронта | красноармеец              | 15.05.1924 — 19.07.1943                 | [ БС 14 ] [ ГС 38 ] [ НЛ 35 ]   |
| 157   | Ерма́к Павел Ильич укр. Єрмак Павло Ілліч                                                   | 29.06.1945            | танкист                             | командир мотострелкового батальона 68-й механизированной бригады 8-го механизированного корпуса 70-й армии 2-го Белорусского фронта | капитан                   | 25.11.1911 — 15.02.1945                 | [ БС 14 ] [ ГС 39 ] [ НЛ 36 ]   |
| 158   | Ермако́в Александр Семёнович                                                                | 29.06.1945            | авиация                             | штурман эскадрильи 525-го штурмового авиационного полка 227-й штурмовой авиационной дивизии 8-го штурмового авиационного корпуса 8-й воздушной армии 4-го Украинского фронта                                                                                           | лейтенант                 | 22.05.1921 — 17.04.1945                 | [ БС 14 ] [ ГС 40 ] [ НЛ 37 ]   |
| 159   | Ермако́в Андрей Павлович                                                                    | 17.11.1939            | пехота                              | командир батальона 149-го мотострелкового полка 36-й мотострелковой дивизии 1-й армейской группы | капитан                   | 14.10.1904 — 23.08.1939                 | ——                              |
| 160   | Ермако́в Афанасий Иванович                                                                  | 05.11.1942            | пехота                              | пулемётчик 716-го стрелкового полка 157-й стрелковой дивизии 64-й армии Юго-Западного фронта | красноармеец              | 15.05.1905 — 19.06.1967                 | [ БС 14 ] [ ГС 42 ] [ НЛ 38 ]   |
| 161   | Ермако́в Василий Ермолаевич                                                                 | 27.06.1945            | авиация                             | командир звена 109-го гвардейского штурмового авиационного полка 6-й гвардейской штурмовой авиационной дивизии 2-го гвардейского штурмового авиационного корпуса 2-й воздушной армии 1-го Украинского фронта                                                           | гвардии лейтенант         | 26.11.1922 — 09.08.1988                 | [ БС 14 ] [ ГС 43 ] [ НЛ 39 ]   |
| 162   | Ермако́в Дмитрий Васильевич                                                                 | 23.02.1945            | авиация                             | командир звена 159-го истребительного авиационного полка 275-й истребительной авиационной дивизии 13-й воздушной армии Ленинградского фронта | лейтенант                 | 02.11.1920 — 29.12.1993                 | [ БС 14 ] [ ГС 44 ] [ НЛ 40 ]   |
| 163   | Ермако́в Иван Иванович                                                                      | 23.02.1945            | авиация                             | командир звена 91-го гвардейского штурмового авиационного полка 4-й гвардейской штурмовой авиационной дивизии 5-го штурмового авиационного корпуса 5-й воздушной армии 2-го Украинского фронта                                                                         | гвардии старший лейтенант | 24.07.1918 — 06.06.1976                 | [ БС 15 ] [ ГС 45 ] [ НЛ 41 ]   |
| 164   | Ермако́в Фрол Андреевич                                                                     | 30.10.1943            | пехота                              | командир роты 1281-го стрелкового полка 60-й стрелковой дивизии 65-й армии Центрального фронта | лейтенант                 | 15.08.1915 — 20.10.1943                 | [ БС 16 ] [ ГС 46 ] [ НЛ 42 ]   |
| 165   | Ермене́ев Виктор Иванович чув. Ерменеев Виктор Иванович                                     | 18.11.1944            | артиллерия                          | командир 85-мм зенитного орудия 1413-го зенитно-артиллерийского полка 32-й зенитно-артиллерийской дивизии РГК в составе 21-й армии Ленинградского фронта | младший сержант           | 18.02.1925 — 14.07.1986                 | [ БС 16 ] [ ГС 47 ] [ НЛ 43 ]   |
| 166   | Ерми́лов Павел Александрович                                                                | 23.02.1945            | авиация                             | заместитель командира эскадрильи 766-го штурмового авиационного полка 211-й штурмовой авиационной дивизии 3-й воздушной армии 1-го Прибалтийского фронта | старший лейтенант         | 15.07.1922 — 12.02.1990                 | [ БС 16 ] [ ГС 48 ] [ НЛ 44 ]   |
| 167   | Ерми́шин Козьма Козьмич                                                                     | 25.10.1943            | комиссар                            | заместитель командира по политической части 35-го стрелкового полка 30-й стрелковой дивизии 47-й армии Воронежского фронта | майор                     | 12.09.1912 — 02.10.1943                 | [ БС 16 ] [ ГС 49 ] [ НЛ 45 ]   |
| 168   | Ермола́ев Александр Александрович                                                           | 23.10.1943            | пехота                              | командир 565-го стрелкового полка 161-й стрелковой дивизии 40-й армии Воронежского фронта | майор                     | 07.01.1906 — 11.10.1976                 | [ БС 16 ] [ ГС 50 ] [ НЛ 46 ]   |
| 169   | Ермола́ев Василий Антонович                                                                 | 25.08.1944            | танкист                             | командир танка Т-34 12-й гвардейской танковой бригады 4-го гвардейского танкового корпуса 60-й армии 1-го Украинского фронта | гвардии младший лейтенант | 01.07.1924 — 07.12.1943                 | [ БС 17 ] [ ГС 51 ] [ НЛ 47 ]   |
| 170   | Ермола́ев Владимир Алексеевич                                                               | 24.03.1945            | артиллерия                          | командир орудия 47-го гвардейского артиллерийского полка 21-й гвардейской стрелковой дивизии 3-й ударной армии 2-го Прибалтийского фронта | гвардии младший сержант   | 24.01.1923 — 30.11.2003                 | [ БС 18 ] [ ГС 52 ] [ НЛ 48 ]   |
| 171   | Ермола́ев Владимир Иванович                                                                 | 10.04.1945            | авиация                             | старший лётчик 143-го гвардейского штурмового авиационного полка 8-й гвардейской штурмовой авиационной дивизии 1-го гвардейского штурмового авиационного корпуса 2-й воздушной армии 1-го Украинского фронта                                                           | гвардии лейтенант         | 06.10.1923 — 26.06.2000                 | [ БС 18 ] [ ГС 53 ] [ НЛ 49 ]   |
| 172   | Ермола́ев Григорий Дмитриевич                                                               | 24.03.1945            | танкист                             | командир танка Т-34 28-йгвардейской отдельной танковой бригады 39-й армии 3-го Белорусского фронта | гвардии младший лейтенант | 1924 — 25.06.1944                       | [ БС 18 ] [ ГС 54 ] [ НЛ 50 ]   |
| 173   | Ермола́ев Иван Алексеевич                                                                   | 24.03.1945            | пехота                              | командир 767-го стрелкового полка 228-й стрелковой дивизии 53-й армии 2-го Украинского фронта | майор                     | 15.10.1907 — 07.01.1993                 | [ БС 18 ] [ ГС 55 ] [ НЛ 51 ]   |
| 174   | Ермола́ев Иван Дмитриевич                                                                   | 24.12.1943            | артиллерия                          | наводчик орудия 1839-го истребительно-противотанкового артиллерийского полка 27-й отдельной истребительно-противотанковой бригады 6-й гвардейской армии Воронежского фронта                                                                                            | сержант                   | 02.01.1924 — 22.12.1993                 | [ БС 18 ] [ ГС 56 ] [ НЛ 52 ]   |
| 175   | Ермола́ев Николай Васильевич                                                                | 22.02.1944            | пехота                              | разведчик взвода пешей разведки 280-го гвардейского стрелкового полка 92-й гвардейской стрелковой дивизии 37-й армии Степного фронта | гвардии красноармеец      | 19.12.1924 — 03.12.1999                 | [ БС 18 ] [ ГС 57 ] [ НЛ 53 ]   |
| 176   | Ермола́ев Сергей Ильич                                                                      | 25.01.1945            | артиллерия                          | командир огневого взвода 1963-го истребительно-противотанкового артиллерийского полка 42-й отдельной истребительно-противотанковой артиллерийской бригады РГК в составе 4-й гвардейской армии 3-го Украинского фронта                                                  | младший техник-лейтенант  | 12.07.1924 — 11.01.1945                 | [ БС 18 ] [ ГС 58 ] [ НЛ 54 ]   |
| 177   | Ермола́ев Феогент Филиппович                                                                | 24.03.1945            | пехота                              | заместитель по строевой части командира батальона 459-го стрелкового полка 42-й стрелковой дивизии 49-й армии 2-го Белорусского фронта | капитан                   | 14.01.1920 — 09.10.1944                 | [ БС 19 ] [ ГС 59 ] [ НЛ 55 ]   |
| 178   | Ермо́ленко Пантелей Игнатьевич бел. Ярмоленка Панцялей Ігнатавіч                            | 13.11.1943            | артиллерия                          | командир орудия 198-го гвардейского стрелкового полка 68-й гвардейской стрелковой дивизии 40-й армии Воронежского фронта | гвардии сержант           | 07.09.1909 — 24.10.1984                 | [ БС 20 ] [ ГС 60 ] [ НЛ 56 ]   |
| 179   | Ерома́сов Пётр Фёдорович                                                                    | 20.01.1943            | авиация                             | командир корабля Ли-2 Московской авиационной группы особого назначения Гражданского воздушного флота | старший лейтенант         | 11.09.1911 — 13.08.1963                 | [ БС 20 ] [ ГС 61 ] [ НЛ 57 ]   |
| 180   | Еронько́ Виктор Иванович бел. Яронька Віктар Іванавіч                                       | 26.10.1944            | артиллерия                          | наводчик орудия 922-го стрелкового полка 250-й стрелковой дивизии 3-й армии 2-го Белорусского фронта | сержант                   | 10.05.1920 — 15.09.1991                 | [ БС 20 ] [ ГС 62 ] [ НЛ 58 ]   |
| 181   | Ерофе́ев Алексей Васильевич                                                                 | 10.04.1945            | пехота                              | командир пулемётного взвода моторизованного батальона автоматчиков 62-й гвардейской танковой бригады 10-го гвардейского танкового корпуса 4-й танковой армии 1-го Украинского фронта                                                                                   | гвардии лейтенант         | 02.06.1923 — 28.04.1945                 | [ БС 20 ] [ ГС 63 ] [ НЛ 59 ]   |
| 182   | Ерофе́ев Григорий Петрович                                                                  | 23.08.1944            | пехота                              | командир батальона 664-го стрелкового полка 130-й стрелковой дивизии 28-й армии 1-го Белорусского фронта | капитан                   | 15.11.1913 — 28.02.1999                 | [ БС 20 ] [ ГС 64 ] [ НЛ 60 ]   |
| 183   | Ерофе́ев Евгений Семёнович                                                                  | 26.10.1943            | пехота                              | командир взвода 225-го гвардейского стрелкового полка 78-й гвардейской стрелковой дивизии 7-й гвардейской армии Степного фронта | гвардии младший лейтенант | 18.08.1924 — 28.09.1968                 | [ БС 20 ] [ ГС 65 ] [ НЛ 61 ]   |
| 184   | Ерофе́евский Африкант Платонович                                                            | 04.02.1944            | авиация                             | командир эскадрильи 717-го бомбардировочного авиационного полка 242-й ночной бомбардировочной авиационной дивизии 6-й воздушной армии Северо-Западного фронта | майор                     | 26.03.1917 — 18.03.1976                 | [ БС 20 ] [ ГС 66 ] [ НЛ 62 ]   |
| 185   | Ерофе́евских Леонид Константинович                                                          | 24.03.1945            | пехота                              | командир моторизированного батальона автоматчиков 3-й гвардейской танковой бригады 3-го гвардейского танкового корпуса 5-й гвардейской танковой армии 3-го Белорусского фронта                                                                                         | гвардии капитан           | 08.08.1913 — 09.07.1944                 | [ БС 21 ] [ ГС 67 ] [ НЛ 63 ]   |
| 186   | Еро́хин Александр Константинович                                                            | 30.10.1943            | связисты                            | командир отделения роты связи 1285-го стрелкового полка 60-й стрелковой дивизии 65-й армии Центрального фронта | ефрейтор                  | 01.02.1900 — 24.08.1996                 | [ БС 22 ] [ ГС 68 ] [ НЛ 64 ]   |
| 187   | Еро́хин Алексей Фёдорович                                                                   | 21.09.1943            | артиллерия                          | командир орудия 1177-го истребительно-противотанкового артиллерийского полка 14-й истребительно-противотанковой бригады РГК в составе войск Воронежского фронта | старший сержант           | 1920 — 09.07.1943                       | [ БС 22 ] [ ГС 69 ] [ НЛ 65 ]   |
| 188   | Еро́хин Михаил Григорьевич                                                                  | 23.10.1943            | пехота                              | разведчик взвода пешей разведки 955-го стрелкового полка 309-й стрелковой дивизии 40-й армии Воронежского фронта | красноармеец              | 12.12.1923 — 10.11.1943                 | [ БС 22 ] [ ГС 70 ] [ НЛ 66 ]   |
| 189   | Ероше́нко Виктор Иванович бел. Ерашэнка Віктар Іванавіч                                     | 27.06.1945            | авиация                             | заместитель командира и инспектор-лётчик по технике пилотирования и теории полётов 35-го бомбардировочного авиационного полка 219-й бомбардировочной авиационной дивизии 4-го бомбардировочного авиационного корпуса 2-й воздушной армии 1-го Украинского фронта       | майор                     | 09.03.1921 — 06.12.1980                 | [ БС 22 ] [ ГС 71 ] [ НЛ 67 ]   |
| 190   | Еро́шин Александр Матвеевич                                                                 | 28.04.1943            | танкист                             | командир танка Т-34 37-го гвардейского танкового полка 15-й гвардейской механизированной бригады 4-го гвардейского механизированного корпуса 5-й ударной армии Южного фронта                                                                                           | гвардии лейтенант         | 23.08.1923 — 18.05.2003                 | [ БС 22 ] [ ГС 72 ] [ НЛ 68 ]   |
| 191   | Еро́шкин Андрей Григорьевич                                                                 | 26.10.1944            | артиллерия                          | командир 876-го гаубичного артиллерийского полка 9-й гаубичной артиллерийской бригады 5-й артиллерийской дивизии 4-го артиллерийского корпуса прорыва РГК в составе 8-й гвардейской армии 1-го Белорусского фронта                                                     | майор                     | 26.09.1903 — 25.02.1972                 | [ БС 22 ] [ ГС 73 ] [ НЛ 69 ]   |
| 192   | Еро́шкин Валентин Кириллович                                                                | 24.03.1945            | пехота                              | сапёр-разведчик 100-го гвардейского стрелкового полка 35-й гвардейской стрелковой дивизии 8-й гвардейской армии 1-го Белорусского фронта | гвардии старший сержант   | 13.02.1925 — 12.05.1997                 | [ БС 23 ] [ ГС 74 ] [ НЛ 70 ]   |
| 193   | Ершо́в Александр Матвеевич                                                                  | 24.03.1945            | пехота                              | командир отделения 1233-го стрелкового полка 371-й стрелковой дивизии 5-й армии 3-го Белорусского фронта | сержант                   | 11.09.1908 — 21.02.1980                 | [ БС 24 ] [ ГС 75 ] [ НЛ 71 ]   |
| 194   | Ершо́в Алексей Иванович                                                                     | 17.10.1943            | пехота                              | стрелок 212-го гвардейского стрелкового полка 75-й гвардейской стрелковой дивизии 60-й армии Центрального фронта | гвардии красноармеец      | 18.04.1920 — 11.01.1944                 | [ БС 24 ] [ ГС 76 ] [ НЛ 72 ]   |
| 195   | Ершо́в Василий Александрович                                                                | 16.05.1944            | пехота                              | пулемётчик 91-го отдельного мотоциклетного батальона 19-го танкового корпуса 4-го Украинского фронта | красноармеец              | 14.01.1920 — 20.12.1971                 | [ БС 24 ] [ ГС 77 ] [ НЛ 73 ]   |
| 196   | Ершо́в Виктор Егорович                                                                      | 06.05.1965            | кавалерия                           | наводчик станкового пулемёта 115-го кавалерийского полка 8-й кавалерийской дивизии 6-го гвардейского кавалерийского корпуса 13-й армии 1-го Украинского фронта | красноармеец              | 1924 — 28.01.1944                       | ——                              |
| 197   | Ершо́в Виктор Захарович                                                                     | 06.04.1945            | артиллерия                          | командир 142-й армейской пушечно-артиллерийской бригады 33-й армии 1-го Белорусского фронта | полковник                 | 22.11.1905 — 29.11.1945                 | [ БС 24 ] [ ГС 79 ] [ НЛ 74 ]   |
| 198   | Ершо́в Владимир Алексеевич                                                                  | 15.05.1946            | авиация                             | лётчик 16-го отдельного дальнеразведывательного авиационного полка 16-й воздушной армии 1-го Белорусского фронта | старший лейтенант         | 28.05.1923 — 19.03.1997                 | [ БС 24 ] [ ГС 80 ] [ НЛ 75 ]   |
| 199   | Ершо́в Павел Владимирович                                                                   | 22.02.1944            | инженер                             | командир отделения 181-го отдельного моторизованого инженерного батальона 6-й армии 3-го Украинского фронта | старший сержант           | 07.01.1924 — 22.01.2001                 | [ БС 24 ] [ ГС 81 ] [ НЛ 76 ]   |
| 200   | Ершо́в Павел Иванович                                                                       | 20.12.1943            | десантники                          | командир отделения роты противотанковых ружей 24-го гвардейского воздушно-десантного полка 10-й гвардейской воздушно-десантной дивизии 37-й армии Степного фронта | гвардии сержант           | 21.02.1922 — январь 1944                | [ БС 24 ] [ ГС 82 ] [ НЛ 77 ]   |
| 201   | Еры́шев Василий Николаевич                                                                  | 13.11.1943            | артиллерия                          | командир орудия 198-го гвардейского стрелкового полка 68-й гвардейской стрелковой дивизии 40-й армии Воронежского фронта | гвардии старший сержант   | 21.11.1921 — 06.01.2008                 | [ БС 25 ] [ ГС 83 ] [ НЛ 78 ]   |
| 202   | Еря́шев Борис Никандрович                                                                   | 02.08.1944            | авиация                             | командир звена 503-го штурмового авиационного полка 206-й штурмовой авиационной дивизии 7-го штурмового авиационного корпуса 8-й воздушной армии 4-го Украинского фронта                                                                                               | лейтенант                 | 22.10.1921 — 04.03.1993                 | [ БС 26 ] [ ГС 84 ] [ НЛ 79 ]   |
| 203   | Есау́ленко Владимир Венедиктович                                                            | 27.03.1942            | пехота                              | командир роты 71-го стрелкового полка 30-й стрелковой дивизии 56-й армии Южного фронта | лейтенант                 | 1912 — 28.01.1942                       | [ БС 26 ] [ ГС 85 ] [ НЛ 80 ]   |
| 204   | Есау́ленко Николай Савельевич                                                               | 18.08.1945            | авиация                             | командир эскадрильи 210-го штурмового авиационного полка 136-й штурмовой авиационной дивизии 10-го штурмового авиационного корпуса 17-й воздушной армии 3-го Украинского фронта                                                                                        | старший лейтенант         | 14.09.1919 — 28.07.1997                 | [ БС 26 ] [ ГС 86 ] [ НЛ 81 ]   |
| 205   | Есебу́а Владимир Михайлович груз. ესებუა ვლადიმერ                                           | 17.11.1943            | пехота                              | стрелок 1339-го стрелкового полка 318-й стрелковой дивизии 18-й армии Северо-Кавказского фронта | красноармеец              | 1917 — 24.10.1971                       | [ БС 26 ] [ ГС 87 ] [ НЛ 82 ]   |
| 206   | Есебула́тов Нурсутбай (Есибулатов Нурсултан, Есибулатов Нарсутбай) каз. Есболатов Нарсұтбай | 21.07.1942            | пехота                              | стрелок 1075-го стрелкового полка 316-й стрелковой дивизии 16-й армии Западного фронта | красноармеец              | 15.10.1913 — 16.11.1941                 | [ БС 26 ] [ ГС 88 ] [ НЛ 83 ]   |
| 207   | Еси́пов Пётр Васильевич                                                                     | 27.06.1945            | авиация                             | заместитель командира и штурман эскадрильи 93-го гвардейского штурмового авиационного полка 5-й гвардейской штурмовой авиационной дивизии 2-го гвардейского штурмового авиационного корпуса 2-й воздушной армии 1-го Украинского фронта                                | гвардии лейтенант         | 15.01.1919 — 25.02.1975                 | [ БС 27 ] [ ГС 89 ] [ НЛ 84 ]   |
| 208   | Естиме́сов Саптар каз. Естемісов Саптар                                                     | 04.06.1944            | пехота                              | командир пулемётного отделения 515-го стрелкового полка 134-й стрелковой дивизии 39-й армии Калининского фронта | сержант                   | 1919 — сентябрь 1944 (пропал без вести) | [ БС 28 ] [ ГС 90 ] [ НЛ 85 ]   |
| 209   | Е́стин Иван Сергеевич                                                                       | 10.04.1945            | артиллерия                          | наводчик орудия 313-го гвардейского артиллерийского полка 121-й гвардейской стрелковой дивизии 13-й армии 1-го Украинского фронта | гвардии старшина          | 11.08.1925 — 19.11.2006                 | [ БС 28 ] [ ГС 91 ] [ НЛ 86 ]   |
| 210   | Есько́в Иван Егорович                                                                       | 24.03.1945            | пехота                              | помощник командира взвода 1348-го стрелкового полка 399-й стрелковой дивизии 48-й армии 1-го Белорусского фронта | старшина                  | 1923 — 04.09.1944                       | [ БС 28 ] [ ГС 92 ] [ НЛ 87 ]   |
| 211   | Ефа́нов Михаил Карпович                                                                     | 20.12.1943            | инженер                             | понтонёр 40-го отдельного моторизованного понтонно-мостового батальона 7-й гвардейской армии Степного фронта | красноармеец              | 15.11.1910 — 14.10.1962                 | [ БС 28 ] [ ГС 93 ] [ НЛ 88 ]   |
| 212   | Ефи́менко Григорий Романович укр. Єфименко Григорій Романович                               | 24.03.1945            | пехота                              | командир взвода автоматчиков 244-го стрелкового полка 41-й стрелковой дивизии 69-й армии 1-го Белорусского фронта | младший лейтенант         | 20.11.1919 — 29.12.1984                 | [ БС 28 ] [ ГС 94 ] [ НЛ 89 ]   |
| 213   | Ефи́менко Иван Фёдорович укр. Єфіменко Іван Федорович                                       | 23.10.1943            | пехота                              | командир пулемётной роты 569-го стрелкового полка 161-й стрелковой дивизии 40-й армии Воронежского фронта | старший лейтенант         | 15.09.1914 — 04.05.1983                 | [ БС 28 ] [ ГС 95 ] [ НЛ 90 ]   |
| 214   | Ефи́мов Александр Николаевич                                                                | 26.10.1944 18.08.1945 | авиация                             | командир эскадрильи 198-го штурмового авиационного полка 233-й штурмовой авиационной дивизии 4-й воздушной армии 2-го Белорусского фронта штурман 62-го штурмового авиационного полка 233-й штурмовой авиационной дивизии 4-й воздушной армии 2-го Белорусского фронта | старший лейтенант капитан | 06.02.1923 — 31.08.2012                 | [ БС 29 ] [ ГС 96 ] [ НЛ 91 ]   |
| 215   | Ефи́мов Андрей Илларионович                                                                 | 31.05.1945            | пехота                              | командир 29-й гвардейской мотострелковой бригады 10-го гвардейского танкового корпуса 4-й танковой армии 1-го Украинского фронта | гвардии полковник         | 14.08.1905 — 14.04.1984                 | [ БС 30 ] [ ГС 97 ] [ НЛ 92 ]   |
| 216   | Ефи́мов Вадим Александрович                                                                 | 29.06.1945            | инженер                             | командир взвода 12-го отдельного штурмового инженерно-сапёрного батальона 3-й штурмовой инженерно-сапёрной бригады РГК в составе 49-й армии 2-го Белорусского фронта                                                                                                   | лейтенант                 | 20.07.1923 — 17.01.2000                 | [ БС 30 ] [ ГС 98 ] [ НЛ 93 ]   |
| 217   | Ефи́мов Василий Мефодьевич                                                                  | 22.02.1944            | Авточасти и шофёры всех родов войск | водитель боевой установки БМ-13 315-го гвардейского миномётного полка 37-й армии Степного фронта | гвардии младший сержант   | 25.08.1919 — 25.07.1954                 | [ БС 30 ] [ ГС 99 ] [ НЛ 94 ]   |
| 218   | Ефи́мов Василий Трофимович                                                                  | 27.02.1945            | артиллерия                          | командир орудия 1285-го стрелкового полка 60-й стрелковой дивизии 47-й армии 1-го Белорусского фронта | старший сержант           | 11.03.1922 — 19.01.1945                 | [ БС 30 ] [ ГС 100 ] [ НЛ 95 ]  |
| 219   | Ефи́мов Вячеслав Борисович                                                                  | 04.06.1944            | инженер                             | минёр 10-го гвардейского отдельного батальона минёров 43-й армии Калининского фронта | гвардии младший сержант   | 1923 — 12.05.1943                       | [ БС 30 ] [ ГС 101 ] [ НЛ 96 ]  |
| 220   | Ефи́мов Иван Николаевич                                                                     | 29.06.1945            | авиация                             | командир звена 565-го штурмового авиационного полка 224-й штурмовой авиационной дивизии 8-го штурмового авиационного корпуса 8-й воздушной армии 4-го Украинского фронта                                                                                               | старший лейтенант         | 23.10.1918 — 10.03.2010                 | [ БС 30 ] [ ГС 102 ] [ НЛ 97 ]  |
| 221   | Ефи́мов Константин Александрович                                                            | 31.05.1945            | артиллерия                          | командир 23-й гвардейской лёгкой артиллерийской бригады 5-й артиллерийской дивизии 4-го артиллерийского корпуса прорыва РГК в составе 3-й ударной армии 1-го Белорусского фронта                                                                                       | гвардии полковник         | 18.04.1906 — 04.11.1948                 | [ БС 30 ] [ ГС 103 ] [ НЛ 98 ]  |
| 222   | Ефи́мов Леонид Николаевич                                                                   | 17.11.1943            | пехота                              | стрелок 69-й механизированной бригады 9-го механизированного корпуса 3-й гвардейской танковой армии Воронежского фронта | красноармеец              | 24.12.1901 — 30.09.1986                 | [ БС 31 ] [ ГС 104 ] [ НЛ 99 ]  |
| 223   | Ефи́мов Матвей Андреевич                                                                    | 14.06.1942            | авиация                             | командир звена 3-го гвардейского истребительного авиационного полка 61-й истребительной авиационной бригады ВВС Балтийского флота | гвардии старший лейтенант | 05.08.1909 — 07.01.1943                 | [ БС 31 ] [ ГС 105 ] [ НЛ 100 ] |
| 224   | Ефи́мов Мирон Ефимович                                                                      | 14.06.1942            | авиация                             | командир звена 18-го штурмового авиационного полка ВВС Черноморского флота | старший лейтенант         | 27.08.1915 — 03.09.2013                 | [ БС 31 ] [ ГС 106 ] [ НЛ 101 ] |
| 225   | Ефи́мов Пётр Иванович укр. Єфімов Петро Іванович                                            | 27.06.1945            | авиация                             | командир эскадрильи 69-го гвардейского истребительного авиационного полка 23-й гвардейской истребительной авиационной дивизии 6-го гвардейского авиационного корпуса 2-й воздушной армии 1-го Украинского фронта                                                       | гвардии капитан           | 25.06.1920 — 22.09.1974                 | [ БС 31 ] [ ГС 107 ] [ НЛ 102 ] |
| 226   | Ефи́мов Сергей Дмитриевич                                                                   | 23.09.1944            | артиллерия                          | командир орудия 120-го гвардейского отдельного истребительно-противотанкового дивизиона 121-й гвардейской стрелковой дивизии 13-й армии 1-го Украинского фронта | гвардии старший сержант   | 08.10.1922 — 13.04.1994                 | [ БС 31 ] [ ГС 108 ] [ НЛ 103 ] |
| 227   | Ефи́мцев Николай Михайлович                                                                 | 24.12.1943            | артиллерия                          | командир батареи 808-го артиллерийского полка 253-й стрелковой дивизии 40-й армии Воронежского фронта | старший лейтенант         | 05.05.1915 — 28.09.1943                 | [ БС 31 ] [ ГС 109 ] [ НЛ 104 ] |
| 228   | Ефре́менко Иван Сергеевич укр. Єфременко Іван Сергійович                                    | 24.05.1943            | авиация                             | воздушный стрелок 805-го штурмового авиационного полка 230-й штурмовой авиационной дивизии 4-й воздушной армии Северо-Кавказского фронта | младший лейтенант         | 10.05.1918 — 30.05.1943                 | [ БС 31 ] [ ГС 110 ] [ НЛ 105 ] |
| 229   | Ефре́мов Андрей Георгиевич                                                                  | 03.02.1940            | —                                   | старший помощник капитана ледокольного парохода «Георгий Седов» Главсевморпути | —                         | 22.06.1908 — 18.11.1941                 | ——                              |
| 230   | Ефре́мов Андрей Яковлевич                                                                   | 13.08.1941            | авиация                             | командир эскадрильи 1-го минно-торпедного авиационного полка 8-й авиационной бригады ВВС Балтийского флота | капитан                   | 26.08.1910 — 05.01.1985                 | [ БС 32 ] [ ГС 112 ] [ НЛ 106 ] |
| 231   | Ефре́мов Василий Васильевич                                                                 | 05.05.1942            | авиация                             | заместитель командира эскадрильи 5-го гвардейского истребительного авиационного полка ВВС Калининского фронта | гвардии капитан           | 01.03.1914 — 28.10.2002                 | [ БС 32 ] [ ГС 113 ] [ НЛ 107 ] |
| 232   | Ефре́мов Василий Сергеевич                                                                  | 01.05.1943 24.08.1943 | авиация                             | командир эскадрильи 10-го гвардейского бомбардировочного авиационного полка 270-й бомбардировочной авиационной дивизии 8-й воздушной армии Южного фронта | гвардии капитан           | 14.01.1915 — 19.08.1990                 | [ БС 32 ] [ ГС 114 ] [ НЛ 108 ] |
| 233   | Ефре́мов Дмитрий Иванович                                                                   | 19.04.1945            | пехота                              | командир пулемётного расчёта 68-го стрелкового полка 70-й стрелковой дивизии 43-й армии 3-го Белорусского фронта | сержант                   | 10.07.1926 — 05.11.2005                 | [ БС 32 ] [ ГС 115 ] [ НЛ 109 ] |
| 234   | Ефре́мов Иван Илларионович                                                                  | 31.05.1945            | артиллерия                          | командир дивизиона 489-го армейского миномётного полка 5-й ударной армии 1-го Белорусского фронта | капитан                   | 25.05.1921 — 20.02.1993                 | [ БС 32 ] [ ГС 116 ] [ НЛ 110 ] |
| 235   | Ефре́мов Михаил Ефремович                                                                   | 22.02.1944            | инженер                             | помощник командира сапёрного взвода 81-го гвардейского стрелкового полка 25-й гвардейской стрелковой дивизии 8-й гвардейской армии 3-го Украинского фронта | гвардии старший сержант   | 06.11.1919 — 06.05.1961                 | [ БС 32 ] [ ГС 117 ] [ НЛ 111 ] |
| 236   | Ефре́мов Пётр Николаевич                                                                    | 15.01.1944            | пехота                              | разведчик взвода конной разведки 215-го гвардейского стрелкового полка 77-й гвардейской стрелковой дивизии 61-й армии Центрального фронта | гвардии красноармеец      | 12.04.1925 — 04.12.1976                 | [ БС 33 ] [ ГС 118 ] [ НЛ 112 ] |
| 237   | Ефре́мов Фёдор Пантелеевич                                                                  | 26.10.1943            | инженер                             | командир отделения 92-го гвардейского отдельного сапёрного батальона 81-й гвардейской стрелковой дивизии 7-й гвардейской армии Степного фронта | гвардии сержант           | 02.03.1918 — 07.12.2007                 | [ БС 34 ] [ ГС 119 ] [ НЛ 113 ] |

| Навигационная таблица | Навигационная таблица             |
| --------------------- | --------------------------------- |
| «Е» и «Ё»             | Евграфов Вадим — Емельянов Борис  |
| «Е» и «Ё»             | Емельянов Василий — Ефремов Фёдор |